# ГЕС San Roque (Лусон)
ГЕС San Roque – гідроелектростанція на Філіппінах на острові Лусон. Знаходячись після ГЕС Бінга, становить нижній ступінь в каскаді на річці Агно, яка впадає у затоку Лінгайєн на західному узбережжі острова.
В межах проекту річку перекрили кам’яно-накидною греблею із глиняним ядром висотою 200 метрів, довжиною 1130 метрів та товщиною по гребеню 12 метрів. Вона потребувала 40 млн м3 матеріалу та утворила водосховище з площею поверхні 12,8 км2 та об’ємом 835 млн м3 (корисний об’єм 525 млн м3), в якому припускається коливання рівня у операційному режимі між позначками 225 та 280 метрів НРМ. У випадку повені об’єм може зростати ще на 120 млн м3, а рівень поверхні досягає 290 метрів НРМ.
Зі сховища ресурс подається по тунелю довжиною 1,3 км та діаметром 8,5 метра до пригреблевого машинного залу. Останній обладнали трьома турбінами типу Френсіс потужністю по 145 МВт, які при напорі від 125 до 180 метрів (номінальний напір 150 метрів) забезпечують виробництво 1065 млн кВт-год електроенергії на рік.
Видача продукції відбувається по ЛЕП, розрахованій на роботу під напругою 230 кВ.
Окрім виробітки електроенергії комплекс забезпечує зрошення 34 тисяч гектарів земель, а також виконує протиповеневу функцію.
Проект, введений у експлуатацію в 2003 році, через San Roque Power Corporation реалізували японські компанії Marubeni (41%) та Kansai Electric (7,5%), а також корпорація з США Sithe Energies (51%). Після 25 років експлуатацію вони повинні передати його місцевій National Power Corporation.